# Bullet Coaster
Bullet Coaster (chinesisch: 雪域雄鹰) in Happy Valley (Shenzhen, Guangdong, Volksrepublik China) ist eine Stahlachterbahn des Herstellers S&S Worldwide, die am 28. Juli 2012 eröffnet wurde. Von November 2012 bis 30. Juni 2013 war sie außer Betrieb. Sie ist spiegelbildlich baugleich mit der Achterbahn OCT Thrust SSC1000 im Schwesterpark Happy Valley in Wuhan. Mit einer Höchstgeschwindigkeit von 134 km/h war sie zusammen mit OCT Thrust SSC1000 und Extreme Rusher zum Zeitpunkt ihrer Eröffnung die schnellste Achterbahn Chinas. Zurzeit (Stand: Februar 2022) ist sie die drittschnellste Achterbahn Chinas und die sechstschnellste Achterbahn Asiens.